# Someone's Gaze
Someone's Gaze (だれかのまなざし?, Dareka no Manazashi) è un cortometraggio d'animazione scritto e diretto da Makoto Shinkai. Presentato per la prima volta all'esposizione d'arredamento della Nomura Real Estate il 10 febbraio 2013 , l'anime è stato poi pubblicato integralmente sul canale YouTube ufficiale dell'azienda nel mese di settembre dello stesso anno. Il corto è stato annunciato dalla Dynit al Cartoomics 2014, ed è stato proiettato nei cinema italiani insieme a Il giardino delle parole per un solo giorno, il 21 maggio 2014.

## Trama
In un futuro non lontano la giovane donna Aya Okamura vive la sua ordinaria esistenza, senza particolari soddisfazioni sul lavoro e senza uno stretto rapporto coi genitori.
Una sera, dopo essere tornata stanca dal lavoro, riceve una telefonata dal padre che desiderava cenare con lei, ma Aya declina inventandosi una scusa. La voce narrante ricorda poi l'infanzia e la vita familiare di Aya, soffermandosi in particolare su come la sua maturazione e l'indipendenza recentemente ottenuta avessero creato una distanza tra lei e suo padre, rimasto sempre più solo, ma felice per la figlia ormai diventata donna.
La notte stessa il padre le ritelefona informandola che la vecchia gatta Mii alla quale tutta la famiglia era affezionatissima, è morta. La morte dell'animale porterà Aya a ricordare il passato e i momenti trascorsi coi genitori facendola infine riavvicinare a loro.

## Personaggi
Mii (ミ 一 ?, Mii)
doppiata da Fumi Hirano
È la vecchia gatta della famiglia Okamura, che faceva parte della famiglia fin da quando Aya era piccola. È la voce narrante della storia.
Aya Okamura (岡村 綾?, Okamura Aya)
doppiata da Satomi Hanamura
È una giovane donna, che lentamente si è distaccata dai genitori e che vive da sola in un appartamento da quando ha trovato un'occupazione. Vive in solitudine, senza particolari soddisfazioni sul lavoro.
Koji (浩 司?, Koji)
doppiato da Shinji Ogawa
È il padre di Aya e si è praticamente occupato di lei fin da quando era piccola, perché la moglie lavorava all'estero e non era sempre presente.
Minako (美 菜子?, Minako)